# Góra Wysoka (Pasmo Radziejowej)
Góra Wysoka (759 m) – szczyt w Paśmie Radziejowej w Beskidzie Sądeckim.
Znajduje się w bocznym grzbiecie odbiegającym od Kuniego Wierchu na południe, następnie na zachód. Na Górze Wysokiej grzbiet ten znów zmienia kierunek na południowo-zachodni i poprzez Popią Górę opada do potoku Sopotnickiego. Północne i południowe stoki Góry Wysokiej opadają do dwóch bezimiennych potoków będących dopływami potoku Sopotnickiego, stok zachodni do potoku Sopotnickiego. U podnóży zachodniego stoku znajduje się Koszarzysko – polana i część miasta Szczawnica w województwie małopolskim, w powiecie nowotarskim. Cała Góra Wysoka znajduje się w granicach tego miasta.
Góra Wysoka jest porośnięta lasem, ale na jej wschodnim grzbiecie łączącym ją z Kunim Wierchem i Gabańką jest duża polana.